# تيري أندرسون (مغن مؤلف)
تيري أندرسون (بالإنجليزية: Terry Anderson)‏ هو مغن مؤلف أمريكي، ولد في 25 ديسمبر 1956.

## وصلات خارجية
- تيري أندرسون على موقع ميوزك برينز (الإنجليزية)
- تيري أندرسون على موقع ديسكوغز (الإنجليزية)